# Last Relevant Balise Group

Ausschnitt aus dem Driver Machine Interface während einer laufenden Bremskurvenüberwachung: Anhand des in der ETCS-Fahrterlaubnis von der Streckenzentrale übermittelten Weges zwischen LRBG und Bremszielpunkt sowie des seit der LRBG bereits zurückgelegten, per Odometrie gemessenen Wegs kann das Fahrzeug den verbleibenden Bremsweg berechnen.

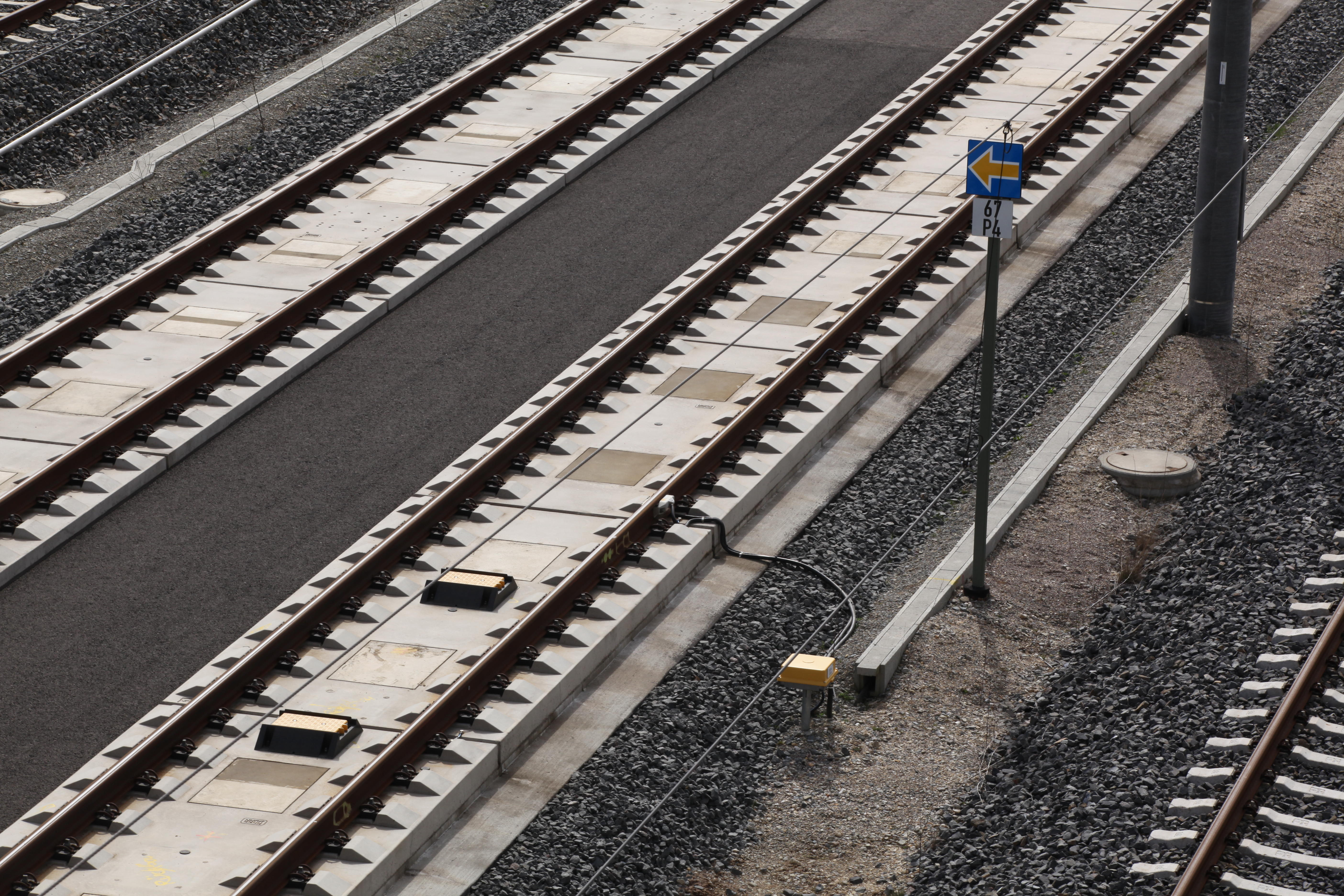
Zwei Eurobalisen auf der Neubaustrecke Erfurt–Leipzig/Halle bilden eine Balisengruppe. Eine derartige Gruppe kann aus einer bis acht Balisen bestehen.

Die Last Relevant Balise Group (Abk. LRBG, deutsch vereinzelt letzte bekannte Balisengruppe oder maßgebende Balisengruppe) wird im europäischen Zugbeeinflussungssystem ETCS der gemeinsame räumliche Bezugspunkt von Strecke und Fahrzeug in den Leveln 2 und 3 bezeichnet.
Ein Zug bestimmt in nahezu allen ETCS-Betriebsarten, soweit möglich, seinen Standort in Bezug auf eine LRBG. Dies beinhaltet den ungefähren Standort, den Vertrauensbereich des Zugstandorts, den Standort des Zuges in Bezug auf die LRBG (davor/dahinter), die Ausrichtung sowie die Fahrtrichtung des Zuges. Der Zug teilt der ETCS-Streckenzentrale (RBC) diese und weitere Informationen per Position Report mit. Das RBC teilt wiederum am Anfang jeder Nachricht an den Zug mit, auf welche LRBG sich die nachfolgenden Informationen beziehen. Nachfolgende Distanzinformationen des RBCs an den Zug, beispielsweise die Länge einer Fahrterlaubnis, örtlich zulässige Geschwindigkeiten oder Längsneigungen haben damit alle einen eindeutigen räumlichen Bezug.
Als LRBG dürfen nur verkettete Balisengruppen verwendet werden, da nur sie dem RBC bekannt sein müssen.

## Hintergrund
Die von ETCS verwendete Wegmessung erfolgt relativ, das heißt ohne Bezug zum Umfeld, in dem sich der Zug bewegt. Stattdessen dienen Eurobalisen als Referenzpunkte. ETCS verwendet zwei verschiedene Arten von standortbezogenen Daten (location based data): neben Ortsinformationen werden auch wegbezogene Informationen genutzt.
Das RBC soll, wenn es standort- und wegbezogene Daten übermittelt, auf eine LRBG und deren Ausrichtung beziehen. Die von der Strecke verwendete LRBG kann dabei von der durch das Fahrzeuggerät genutzten abweichen. Das Fahrzeug muss mindestens in der Lage sein, Informationen des RBCs zu verarbeiten, die sich auf eine der letzten acht vom Fahrzeug an das RBC gemeldeten LRBGs beziehen. In solchen Fällen sollen bei der Verarbeitung von wegbezogenen Informationen der Streckenseite der nominale Abstand zwischen diesen beiden LRBGs abgezogen werden.
Balisengruppen können aus einer bis acht Eurobalisen bestehen. Sie beinhalten eine Kennung (balise group identity), die Zahl der Balisen sowie eine interne Nummer der einzelnen Balise innerhalb der Gruppe (1 bis 8). Bei Balisengruppen, die aus wenigstens zwei Balisen bestehen, wird als Ortsbezug der LRBG (location reference) die Balise mit der niedrigsten Kennung verwendet. Bei Balisengruppen, die nur aus einer Balise bestehen, muss per Verkettung auf die Richtung geschlossen werden, in der sie befahren wird. Steht keine Verkettungsinformation zur Verfügung, wird hilfsweise die vorletzte befahrene Balisengruppe mit ausgewertet, um auf die von ETCS verwendeten Richtungsinformationen zu generieren. Steht keine LRBG als Bezugspunkt zur Verfügung, verwendet das Fahrzeuggerät den Weg, den die Fahrzeugspitze ungefähr seit dem Wechsel in den Mode Staff Responsible (SR) oder seit Betätigung der Befehlstaste (Override) zurückgelegt hat. Falls durch das RBC oder durch den Triebfahrzeugführer Weginformationen bereitgestellt wurden, werden diese herangezogen. Dieser seit der LRBG oder dem Beginn der Fahrt zurückgelegte Weg wird durch das Fahrzeuggerät laufend aktualisiert.